# Château de Jarzé
Le château de Jarzé est un château situé à Jarzé, en France.

## Localisation
Le château est situé dans le département français de Maine-et-Loire, sur la commune de Jarzé.

## Description
Le château est l'œuvre de Jean Bourré, qui en lance l'édification peu après celle du Plessis-Bourré, dans les années 1470-80. Il restera néanmoins inachevé.
Du XVe siècle subsistent les murs et les voûtes du corps central.
Le château, vendu à la Révolution, fut acquis en 1792 par un négociant, Pierre-Jean Deurbroucq. Il le restaure après qu'en 1794 l'armée vendéenne l'ait incendié. Il reprend alors la façade principale et les agencements intérieurs. À cette occasion, il fit démolir deux tours et les cages d'escaliers qui se situaient aux angles du logis.
La conservation du devis de construction permet de restituer les distributions et le mobilier intérieur voulus par Jean Bourré. Un procès-verbal de 1603 permet de connaître ce qui a été bien construit du projet du XVe siècle, et de vérifier l'exactitude des vues du château réalisées par Gaignières en 1699.
L'édifice est inscrit au titre des monuments historiques en 2008.

### Sources et bibliographie
- Monique Chatenet, Christian Cussonneau, « Le devis du château de Jarzé :  la place du lit », in Bulletin Monumental, 1997-2, p. 103-126, (lire en ligne).